# Премия Виленицы
Премия Виленицы (словен. Nagrada Vilenica) — литературная премия, которую ежегодно вручают писателям Восточной и Центральной Европы на Международном литературном фестивале в карстовой пещере Виленица на западе Словении, неподалёку от Триеста. Учреждена Союзом словенских писателей в 1986 году.
Кроме главной, вручаются ещё Хрустальная премия Виленицы участникам литературных чтений фестиваля (среди её лауреатов были Эва Липска, Дубравка Угрешич, Алеш Дебеляк, Иштван Вёреш, Мажанна Богумила Келяр, Лульета Лешанаку, Наталка Белоцерковец, Владас Бразюнас, Вальжина Морт и др.), а с 2001 года — Молодёжная премия Виленицы.

## Список лауреатов
Среди лауреатов премии Виленицы за прошедшее время были: